# Bristol Siddeley Nimbus

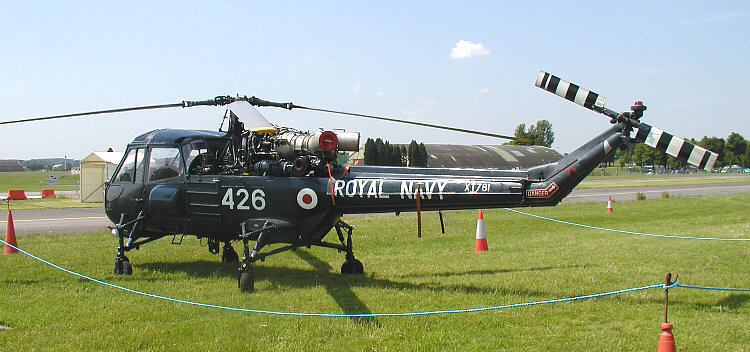
Un Nimbus installé sur un hélicoptère Wasp.

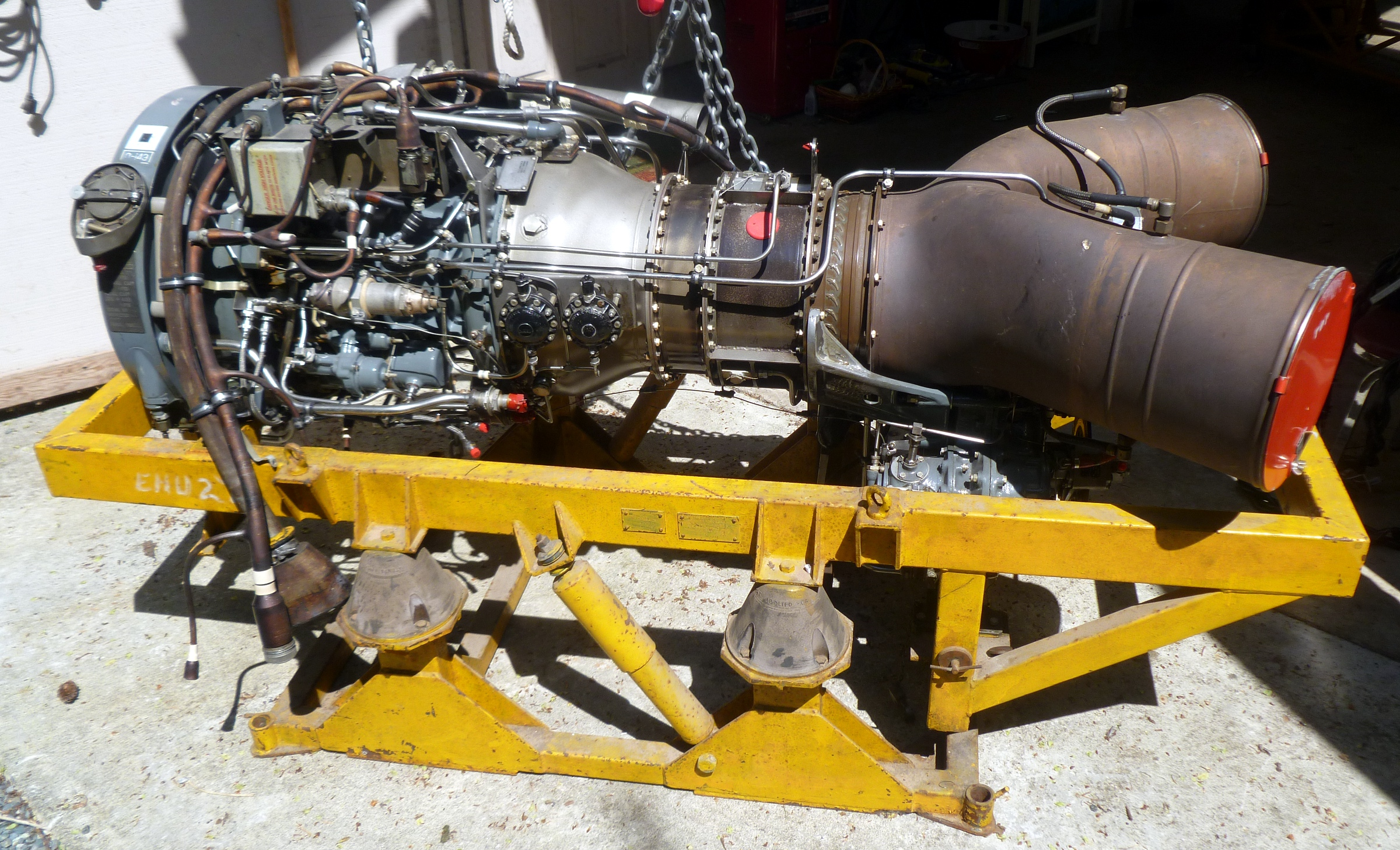
Nimbus Mark 105.

Le Bristol Siddeley Nimbus, plus tard connu sous le nom de Rolls-Royce Nimbus, était un turbomoteur britannique, développé sous licence à la fin des années 1950 par Blackburn Aircraft Ltd. à partir du moteur français Turbomeca Turmo. La section moteurs de Blackburn appartenait alors à la société Bristol Siddeley Engines Ltd. (en) (BSEL).
Ensuite passé sous le giron de Rolls-Royce Limited, il fut utilisé sur deux hélicoptères légers britanniques conçus par Westland, le Scout et le Wasp.

## Caractéristiques
Le Nimbus était un turbomoteur comprenant un générateur de gaz, consistant en un compresseur à trois étages (deux étages axiaux et un centrifuge), entraîné par une turbine axiale à deux étages alimentée en gaz chauds par une chambre de combustion annulaire, et une section de puissance, consistant en une turbine libre à un étage entraînant un arbre de sortie via une boîte à engrenages réducteurs à deux étages.
Sur le Scout et le Wasp, l'entraînement du rotor principal était effectué via une prise de force située à l'avant de la boîte de vitesses du moteur, qui transmettait son couple de rotation par l'intermédiaire d'un couplage souple installé sous le générateur de gaz du moteur. La prise de mouvement pour le rotor de queue était, elle, située à l'arrière de cette boîte de vitesses.
Le système de gestion du carburant était conçu pour contrôler le moteur sous toutes les conditions d'utilisation, mais également pour fournir des sécurités contre les dysfonctionnements. Le pilote sélectionnait une vitesse de rotation du rotor principal, et le système de gestion modifiait en permanence la proportion de carburant injectée dans le moteur pour maintenir cette vitesse stable, quelles que soient les conditions de charge appliquées au rotor. Ce principe de fonctionnement s'appelle la régulation en boucle fermée et est toujours utilisé sur la quasi-totalité des turbomoteurs en service dans le monde. Les carburants acceptés sont les références NATO F-30, F-34, F-40, F-42 et F-44, ainsi que le carburant diesel, et l'essence (pas plus de 100 heures de fonctionnement).
Le système de lubrification était intégré au moteur, le réservoir d'huile étant intégré au carénage de l'entrée d'air du moteur. Les accessoires du moteur et de l'hélicoptère étaient installés sur une boîte à engrenages située également sur le carénage de l'entrée d'air du moteur.

## Versions
Les moteurs Nimbus furent produits en deux versions principales, le Mark 103/503 et le Mark 105/502. Le Mark 103/503 était globalement similaire au Mark 105/502, excepté qu'il était doté d'un frein à disque à double étrier intégré à son arbre de sortie, afin de fournir un freinage adéquat du rotor de l'hélicoptère lorsque ce dernier était soumis aux vents violents présents sur le pont d'un navire de guerre en déplacement rapide. Le 105/502 avait un frein à disque ne comportant, lui, qu'un seul étrier.
- Blackburn-Turbomeca A.129
- BnN.1 Nimbus
- BnN.2 Nimbus
- BnN.2/1 Nimbus
- BnN.2/2 Nimbus
- Nimbus 500
- Nimbus 502 (Mk.105)
- Nimbus 503 (Mk.103)
- Nimbus Mk.103
- Nimbus Mk.105

## Applications
- Westland Scout
- Westland Wasp
- Aéroglisseur Saunders-Roe Nautical 2 (SR.N2)